# Agosto (minissérie)
Agosto é uma minissérie brasileira produzida e exibida pela TV Globo de 24 de agosto a 17 de setembro de 1993, em 16 capítulos. 
A história adapta livremente os acontecimentos que culminaram no suicídio do presidente Getúlio Vargas. Escrita por Jorge Furtado e Giba Assis Brasil, foi baseada no romance homônimo de Rubem Fonseca, teve direção geral de Paulo José, Denise Saraceni e José Henrique Fonseca e núcleo com Paulo José. 
Contou com José Mayer, Vera Fischer, Letícia Sabatella, Lúcia Veríssimo, Elias Gleizer, Hugo Carvana, Rodolfo Bottino e Sérgio Mamberti nos papéis principais. 

## Sinopse
A história retrata, com licenças ficcionais, os acontecimentos que culminaram no suicídio de Getúlio Vargas.
Ficção e realidade se fundem em agosto de 1954 no Rio de Janeiro. A ação tem início no primeiro dia do mês, quando o empresário Paulo Gomes de Aguiar é assassinado em seu luxuoso apartamento, durante o sexo. O comissário de polícia Alberto Matos é o encarregado do caso que, a princípio, pode parecer banal, mas envolve muito mais do que aparenta, vai muito além de um mero crime sexual.
Esse crime isolado ao final está intimamente ligado ao atentado da rua Toneleros, em Copacabana, contra Carlos Lacerda, no qual é morto o major da Aeronáutica Rúbens Vaz. Fecha-se o cerco em torno do então presidente Getúlio Vargas, em meio a uma forte campanha oposicionista, liderada por Lacerda. Na noite do dia 23 de agosto, quando o comissário Matos finalmente descobre o assassino de Paulo, realiza-se a última reunião ministerial. Na manhã seguinte, Getúlio Vargas se mata.
O comissário Matos é um homem ambíguo, de personalidade complexa. Um policial honesto e íntegro, sem meias palavras, em uma polícia corrupta. Matos não é bem visto em seu ambiente de trabalho e suas investigações afetam o cotidiano das propinas que circulam pela delegacia. Consumido por uma úlcera e por conflitos amorosos, ele se divide entre duas belas mulheres: Alice, sua namorada da juventude, e Salete, a quem não consegue amar plenamente. A sensual Salete, uma prostituta de luxo que vive com o político corrupto Luiz Magalhães uma relação sem estrutura emocional, não sabe se comportar na reluzente sociedade, por ser uma moça simples e sem estudo, sentindo-se deslocada e só. Ainda mais porque, totalmente apaixonada por Matos, não o vê retribuir o sentimento.
Alice é uma mulher rica desde o berço, mas desequilibrada emocionalmente, que foi proibida pelos pais de se casar com Matos quando jovem, tendo de se unir ao cínico empresário Pedro Lomagno. Este é o grande vilão que, unido à pérfida Luciana Gomes de Aguiar, foram os mandantes do assassinato de Paulo, marido de Luciana.

## Elenco
| Interprete              | Personagem                     |
| ----------------------- | ------------------------------ |
| José Mayer              | Comissário Alberto Mattos      |
| Vera Fischer            | Alice Lomagno                  |
| Letícia Sabatella       | Salete Rodrigues               |
| Lúcia Veríssimo         | Luciana Borges Gomes de Aguiar |
| Elias Gleizer           | Rosalvo                        |
| Hugo Carvana            | Luiz Magalhães                 |
| Rodolfo Bottino         | Clemente                       |
| Sérgio Mamberti         | Senador Victor Freitas         |
| Marcos Winter           | Cláudio Aguiar                 |
| Sylvia Bandeira         | Laura                          |
| Tony Tornado            | Gregório Fortunato             |
| Norton Nascimento       | Chicão                         |
| Miguel Rosenberg        | Acionista da empresa           |
| Chico de Assis Carvalho | Fonseca                        |
| Francisco de Carvalho   | Raimundo                       |
| Solange Couto           | Tereza                         |

### Participação especial
| Interprete              | Personagem                                                                                    |
| ----------------------- | --------------------------------------------------------------------------------------------- |
| José Wilker             | Pedro Lomagno                                                                                 |
| Léa Garcia              | Sebastiana (mãe de Salete)                                                                    |
| Carlos Vereza           | Comissário Ubaldo Pádua                                                                       |
| Lima Duarte             | Turco Velho (Ibrahim Assad)                                                                   |
| Stênio Garcia           | Delegado Ramos                                                                                |
| Ary Fontoura            | Ipojuca (advogado de Ilídio)                                                                  |
| Cláudio Corrêa e Castro | Ilídio dos Santos (bicheiro que entra em confronto com Matos)                                 |
| Mário Lago              | Aniceto (bicheiro do grupo de Ilídio, uma espécie de conselheiro)                             |
| Milton Gonçalves        | Euzébio (bicheiro do grupo de Ilídio, uma espécie de conselheiro)                             |
| Paulo Gracindo          | Seu Emílio (velho conhecido de Matos, com quem trabalhou no Theatro Municipal)                |
| Thelma Reston           | Dona Maria (reconhece Climério em uma venda na Serra do Tinguá e o denuncia à polícia)        |
| Othon Bastos            | Dr. Galvão                                                                                    |
| Tadeu di Pietro         | Nelson Raimundo de Souza                                                                      |
| Antônio Petrin          | Leonídio (legista do IML, faz a necropsia dos corpos de Paulo Gomes Aguiar e de Turco Velho)  |
| Fernando Eiras          | José Silva (violentado por Paulo, Lomagno e Cláudio quando eles eram adolescentes)            |
| Ivan Cândido            | Miro (secretário de Ilídio)                                                                   |
| Tadeu di Pietro         | Nelson Raimundo de Souza                                                                      |
| Nelson Dantas           | Carlos (perito da polícia que analisa os corpos de Paulo Gomes Aguiar e do Presidente Vargas) |
| Adele Fátima            | Zuleika (namorada de Chicão)                                                                  |
| Amir Haddad             | amolador de facas testemunha do suposto suicídio de Cláudio Aguiar                            |
| Carlos Gregório         | Maia (comissário da delegacia de Matos que reveza o plantão com ele)                          |
| Carvalhinho             | Almeidinha (copeiro no bordel de Laura)                                                       |
| Chaguinha               | vizinho de Matos                                                                              |
| Colé Santana            | Kid Terremoto (instrutor de boxe que dá informações sobre Chicão a Matos)                     |
| Clemente Viscaíno       | Inspetor João Valente (assessor de Gregório Fortunato)                                        |
| Fernanda Lobo           |                                                                                               |
| Floriano Peixoto        | Capitão Ranildo (militar que acompanha o inquérito sobre o assassinato do Major Vaz)          |
| Francisco Dantas        | síndico do prédio onde mora o Senador Freitas, morto por Clemente a pedido dele               |
| Francisco Carvalho      | Raimundo (porteiro do Edifício Deuville, onde Paulo Gomes Aguiar foi assassinado              |
| Guilherme Corrêa        | conversa com Matos no local do suposto suicídio de Cláudio Aguiar                             |
| Ivan de Almeida         | motorista de Ilídio                                                                           |
| Jaime Leibovitch        | Dr. Arnoldo Coelho (médico de Alice)                                                          |
| Léo Batista             | locutor da Rádio Globo, ouvido, em off, ao longo da trama                                     |
| Maria Ceiça             | Cleyde (mulher com quem Rosalvo dança no clube)                                               |
| Marly Bueno             | modista com quem Salete olha um vestido                                                       |
| Nildo Parente           | Delegado Pastor (titular da delegacia que investiga o assassinato do Major Vaz)               |
| Rosita Thomaz Lopes     | mãe de Alice                                                                                  |
| Walney Costa            | Major Fittipaldi (militar no Palácio do Catete)                                               |
| Wilson Rabelo           | rapaz do casal pego em flagrante por policiais fazendo sexo, mas liberado por Matos           |

## Exibição
Foi reprisada entre 14 de fevereiro e 24 de fevereiro de 1995, às 22h30 substituindo As Noivas de Copacabana e sendo substituída por Boca do Lixo no Festival 30 anos da TV Globo.
Foi reprisada pelo Viva de 10 a 31 de agosto de 2011, substituindo a minissérie Desejo e sendo sucedida pela minissérie O Quinto dos Infernos.

### Outras Mídias
Foi lançada em VHS em 1994, e em DVD em 2004.
Em 7 de agosto de 2023, foi disponibilizada na íntegra pelo Globoplay, como parte do Projeto Resgate.